# Achaemenes quinquespinosus
Achaemenes quinquespinosus är en insektsart som beskrevs av Synave 1960. Achaemenes quinquespinosus ingår i släktet Achaemenes och familjen kilstritar. Inga underarter finns listade i Catalogue of Life.